# Ваші (тропічний шторм)
Тропічний шторм «Ваші» (англ. Tropical Storm Washi), також відомий на Філіппінах як Тропічний шторм «Сендонг» (англ. Tropical Storm Sendong) — пізньосезонний тропічний циклон, який наприкінці 2011 року який забрав життя 1200–1500 людей і завдав катастрофічних збитків на Філіппінах. «Ваші» обрушився на Мінданао, великий регіон на Філіппінах 16 грудня. Ваші трохи ослаб після проходження Мінданао, але відновив сили в морі Сулу та знову вийшов на сушу над Палаваном 17 грудня.

## Метеорологічна історія

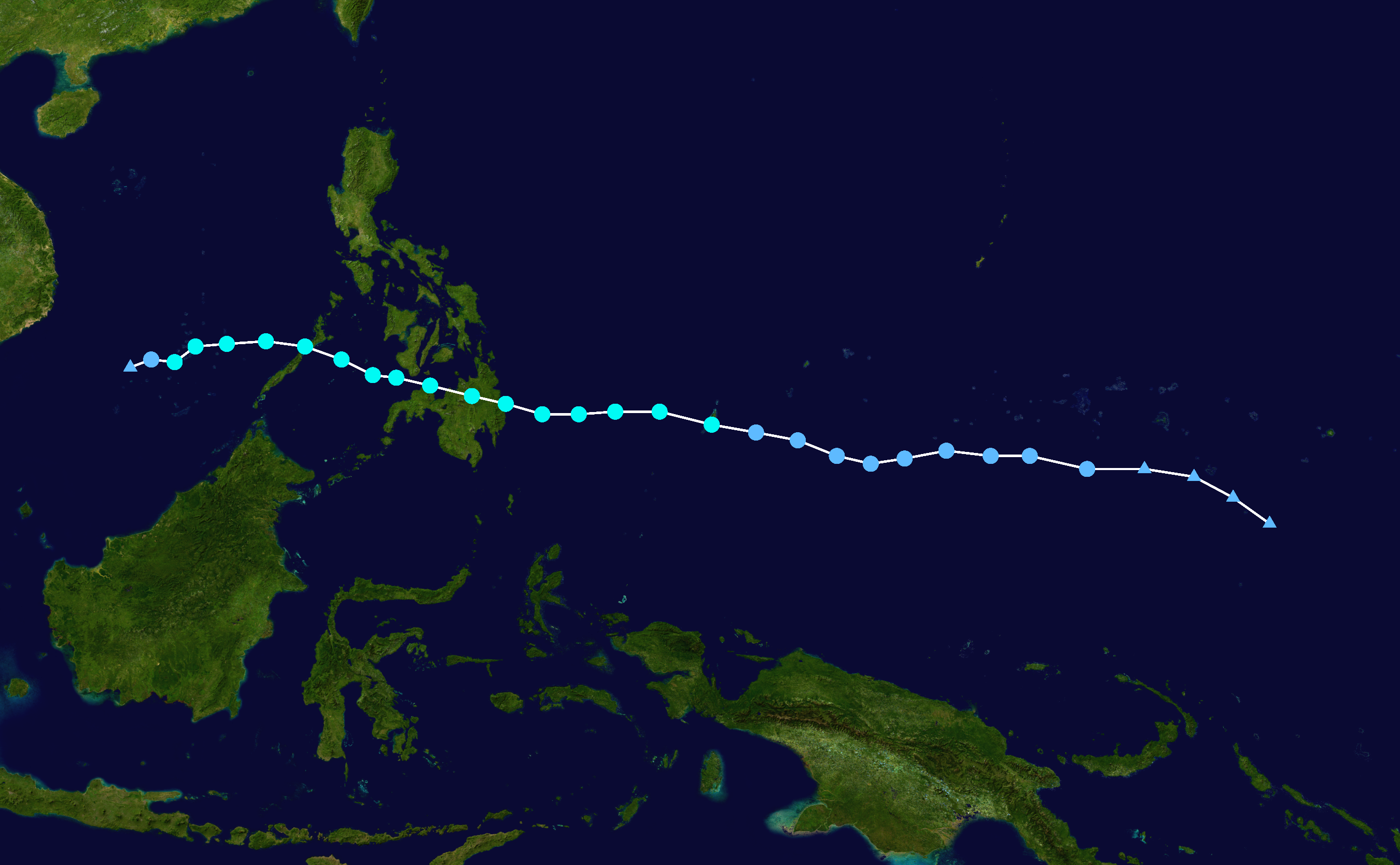
Карта шляху і інтенсивності Тропічного шторму Ваші

12 грудня Об'єднаний центр попередження про тайфуни (JTWC) зазначив, що розвивається зона низького тиску, яка зберігається приблизно в 945 км (585 миль) на південний південний схід від Гуаму. Розташована вздовж південного краю субтропічного хребта, система неухильно рухалася на захід у напрямку до Філіппін. Глибока конвекція, розташована в регіоні з помірним зсувом вітру, змогла підтримувати свою циркуляцію. Розвиток смуг і поліпшення відтоку вказували на зміцнення. Подальший розвиток наступного дня спонукало JTWC оголосити попередження про формування тропічного циклону рано 13 грудня. Менш ніж через шість годин як JTWC, так і Метеорологічне управління Японії (JMA) класифікували систему як тропічну депресію, з першою присвоєння ідентифікатора 27W. Зберігаючи курс на захід, було прогнозовано, що депресія повільно посилюватиметься протягом наступних трьох днів. Протягом більшої частини 13 грудня незначне посилення зсуву витіснило грозову активність з центру западини, затримавши посилення. До 14 грудня конвекція відновилася над мінімумом, і JTWC згодом оцінив, що система досягла статусу тропічного шторму.
Вранці 15 грудня система перетнула на захід від 135° сх.д. і увійшла в зону відповідальності Філіппінського управління атмосферних, геофізичних і астрономічних служб (PAGASA). Зробивши це PAGASA почала видавати попередження та присвоїла циклону місцеву назву Сендонг. Незабаром після цього шторм пройшов поблизу або над Палау. До 06:00  UTC JMA оновив систему до статусу тропічного шторму, після чого їй присвоїли назву Ваші. Підтримуючи стрімкий західний шлях, Ваші повільно ставав більш організованим, з низьким рівнем припливу покращувався протягом другої половини 15 грудня. 16 грудня Ваші досяг свого піку сили як сильний тропічний шторм і здійснив свій перший вихід на берег на східне узбережжя Мінданао.
Пройшовши Мінданао, Ваші ослаб через вплив суші, але шторм швидко відновив свою силу в морі Сулу. Пізно ввечері 17 грудня Ваші перетнув Палаван і прибув у Південнокитайське море, а система вийшла з PAR 18 грудня. Ваші ослаб до депресії та розсіявся 19 грудня через прохолодні води та сухе повітря, пов’язаним з північно-східним мусоном.

## Наслідки

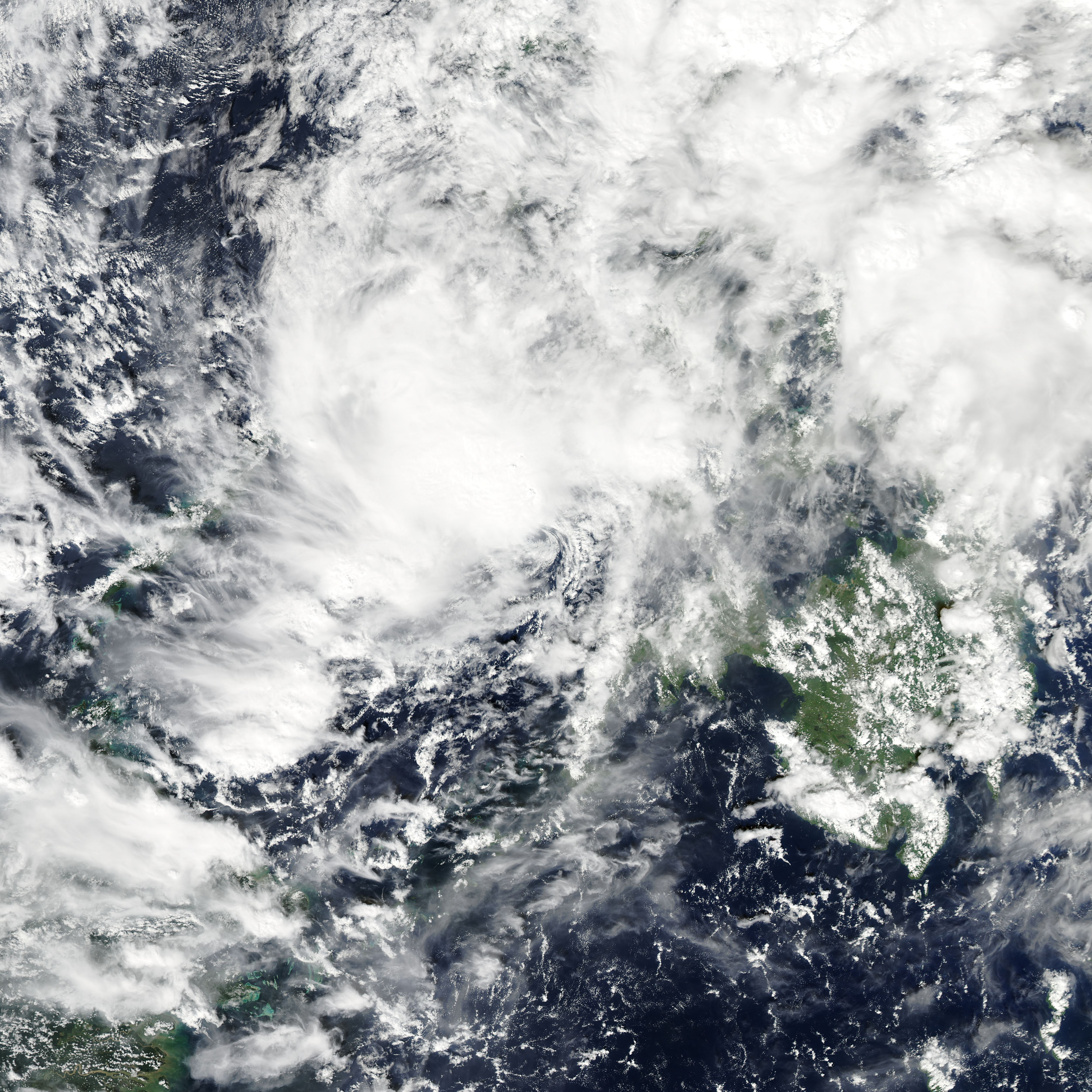
Тропічний шторм Ваші в морі Сулу 17 грудня

У басейні річки Кагаян-де-Оро під час проходження тропічного шторму Ваші пройшов сильний дощ. Береговий потік із затоки Макаджалар, куди впадає річка Кагаян-де-Оро, впав у крутий рельєф гори Макатурінг, гори Калатунган і гори Кітанглад, що призвело до посилення кількості опадів. Метеостанція в Капехані, розташована вздовж річки Бубунаван, притоки річки Кагаян-де-Оро, зафіксувала 475 мм (18,7 дюйма) протягом 24-годинного періоду. Сама по собі кількість опадів на більшій частині Східного Місамісу випадає 1 раз на 20 років. За 24 години в Лумбії випало 180,9 мм (7,12 дюйма) дощу, що дорівнює понад 60 відсоткам середньої кількості опадів у грудні. Оцінки Місії з вимірювання кількості тропічних опадів, спільно керованої NASA та JAXA, показали, що накопичення навколо річки Кагаян-де-Оро перевищує 400 мм (16 дюймів). Спостереження з Талакаг зафіксував абсолютну інтенсивність опадів, пов’язану з Ваші, з піком погодинних накопичень у 60,6 мм (2,39 дюйма). Подібні кількості, хоча й менш аномальні за величиною, впали далі на схід на Мінданао. Супутникові оцінки вказують на накопичення від 200 до 250 мм (7,9-9,8 дюймів) уздовж прибережних районів поблизу місця, де Васі вийшов на сушу.  Загалом у Хінатуані спостерігалося 180,4 мм (7,10 дюйма).

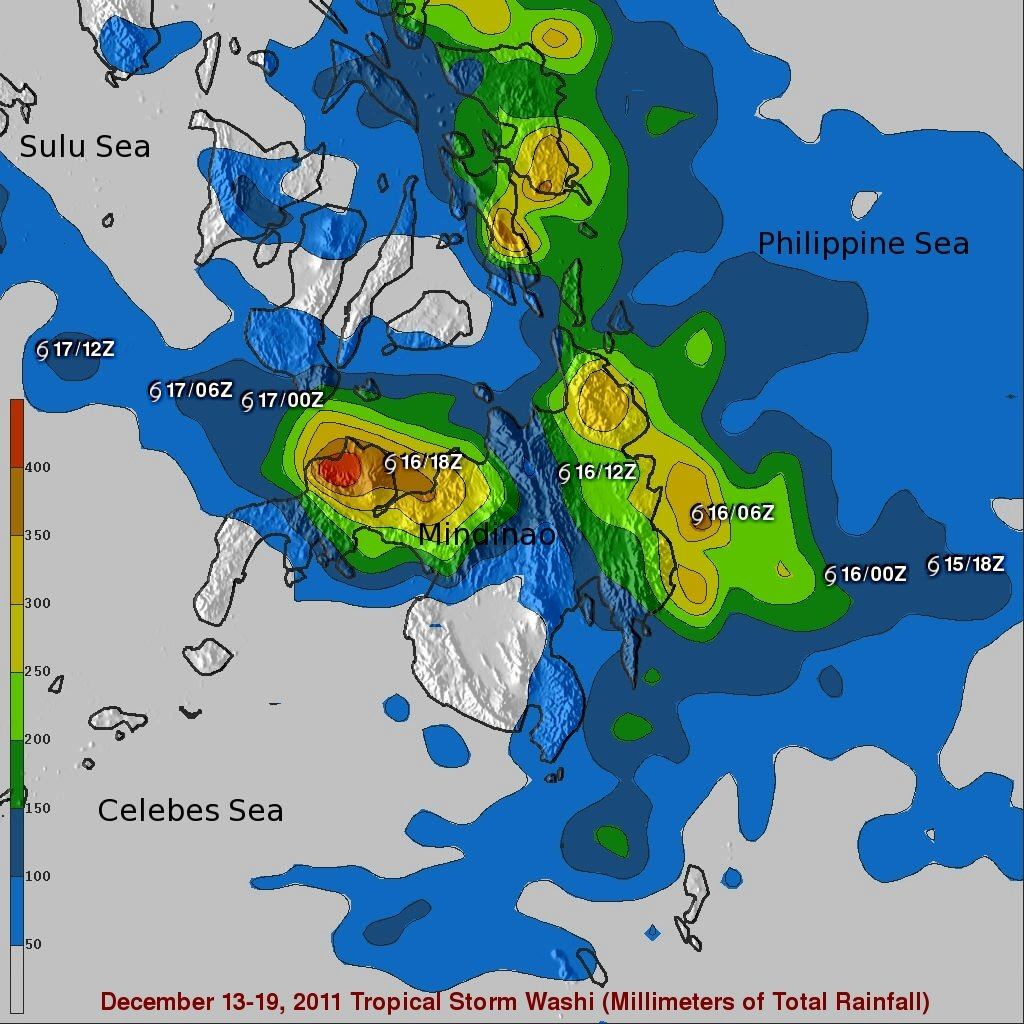
Супутникова оцінка кількості опадів унаслідок сильного тропічного шторму Ваші над Філіппінами. Області, виділені червоним кольором, позначають місця, де могло випасти більше 400 мм (16 дюймів) дощу.

Починаючи з приток і згодом досягаючи головних річок Кагаян-де-Оро, Іпонан і Мандулог, раптова повінь проявлялася вражаючими темпами. У деяких місцях рівень паводкових вод піднявся на 3,3 м (11 футів) менш ніж за годину. Поряд з наслідками дощів, високий приплив у затоці Макаджалар ще більше посилив повінь і дозволив воді затопити території, які інакше були б безпечними під час відливу. Річки піднялися на висоту від 7 до 9 м (23-30 футів), що в деяких районах спричинило повінь із катастрофічними наслідками. Повінь сталася приблизно о 2:30 ночі за місцевим часом, коли більшість людей спали і не могли почути попередження від PAGASA. Найбільше постраждали міста Кагаян-де-Оро та Іліган, де загинули багато людей. У Кагаян-де-Оро, Баранґай, Балуланг, Кармен і Макасандіг були практично знищені. У двох містах загинули 1147 людей, а ще 1993 отримали поранення. Мешканці, які постраждали від цих паводкових вод, були змушені шукати притулку на своїх дахах серед вітру швидкістю 90 км/год (55 миль/год). Мер Ілігана назвав повені найгіршими в історії міста.
У постраждалих районах було пошкоджено майже 40 000 будинків, з яких 11 463 зруйновано. Від шторму постраждали майже 700 тисяч людей. Загальна кількість постраждалих, пов’язаних із цією подією , невідома, оскільки в остаточному звіті Національної ради зі зменшення ризику стихійних лих і управління ними в лютому 2012 року зазначено 1268 загиблих, 181 людина зникла безвісти та 6071 поранена. Пізніший звіт Всесвітньої метеорологічної організації в грудні того ж року вказав на 1292 загиблих, 1049 зниклих безвісти та 2002 поранених. Міжнародна Федерація Товариств Червоного Хреста і Червоного Півмісяця у своєму остаточному звіті від 21 серпня 2013 року вказала загальну кількість смертей у 2546 осіб. Збитки, безпосередньо пов’язані зі штормом, склали ₱  2,068 мільярда (2012  PhP, 48,4 мільйона доларів США ). Більше половини збитків спричинено пошкодженням доріг і мостів. Загальні соціально-економічні збитки склали 97,8 мільйонів доларів США.